# Karel van Anhalt
Karel van Anhalt (Dessau, 17 november 1534 - Zerbst, 4 mei 1561) was van 1551 tot aan zijn dood vorst van Anhalt-Zerbst en van 1553 tot aan zijn dood vorst van Anhalt-Plötzkau. Hij behoorde tot het huis Ascaniërs

## Levensloop
Karel was de oudste zoon van vorst Johan IV van Anhalt-Zerbst en diens tweede echtgenote Margaretha van Brandenburg, dochter van keurvorst Joachim I Nestor van Brandenburg. Hij studeerde aan de Universiteit van Wittenberg, waarna hij een tijd aan het hof van keurvorst Joachim II Hector van Brandenburg verbleef.
Na de dood van zijn vader in 1551 werd Karel samen met zijn jongere broers Joachim Ernst en Bernhard VII vorst van Anhalt-Zerbst. Wegens hun minderjarigheid werden de drie broers onder het regentschap van hun ooms George III van Anhalt-Plötzkau en Joachim van Anhalt-Dessau geplaatst. In 1556 begon Karel zelfstandig te regeren. Later resideerde Karel in Zerbst, Joachim Ernst in Roßlau en Bernhard VII in Dessau. Na de dood van zijn oom George III erfden Karel en zijn broers Anhalt-Plötzkau.
Op 16 mei 1557 huwde Karel met Anna (1531-1592), dochter van hertog Barnim IX van Pommeren. Het huwelijk bleef kinderloos. In mei 1561 stierf Karel op 26-jarige leeftijd.